# Place Royale (Québec)
Pour les articles homonymes, voir Place Royale.

La place Royale. Juin 2020.

La place Royale est le cœur historique de la ville de Québec.

## Situation et accès
De nos jours, la place est délimitée par la rue des Pains Bénits, la rue Notre-Dame et la rue de la Place. L'église Notre-Dame-des-Victoires, la plus vieille église en pierre toujours existante en Amérique du Nord, clôt la place Royale au sud. Au centre se trouve le buste de Louis XIV, roi lors de l'essor de la colonie de la Nouvelle-France.

## Historique

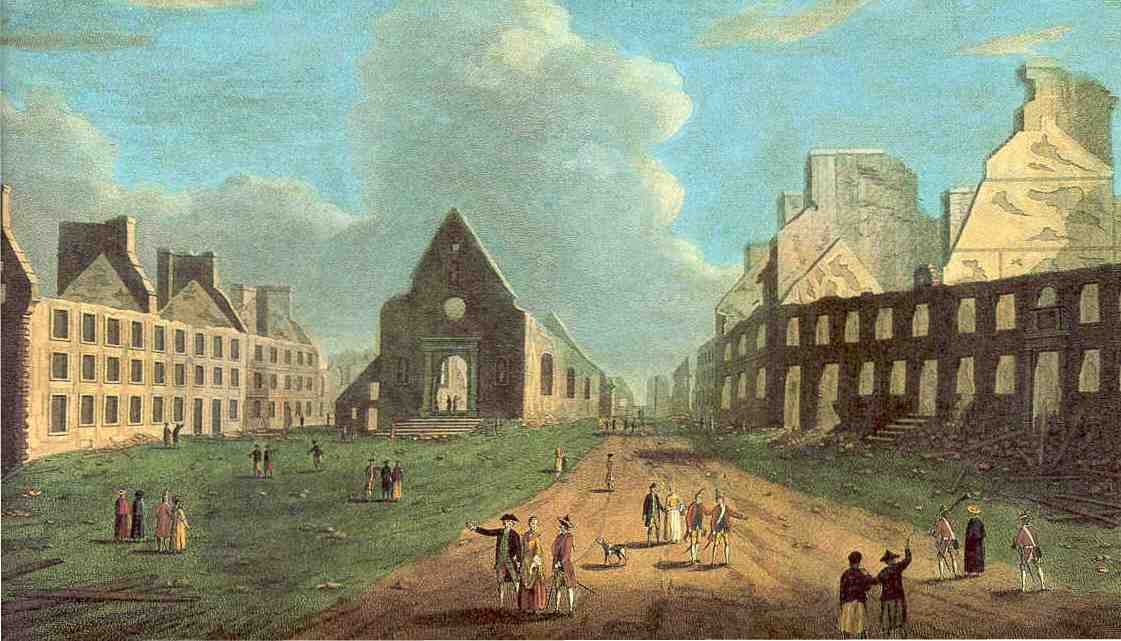
La place lors des bombardements du siège de Québec de 1759.

Surnommée « le berceau de la civilisation française en Amérique », la place Royale s'étend à l'emplacement où Samuel de Champlain a lancé la construction d'un poste fortifié en 1608, la première habitation de Québec créant ainsi le plus ancien établissement français permanent en Amérique,. Les bâtiments qui sont alors édifiés, comme les magasins du Roy, servent notamment au commerce de la fourrure avec les Amérindiens, qui occupaient épisodiquement les lieux pour pêcher et échanger leurs produits.
Le poste de Québec se développe rapidement au cours du XVIIe siècle et forme alors ce qu'on appelle aujourd'hui la basse-ville de Québec. Après l'incendie de 1682, les bâtiments sont reconstruits avec des murs coupe-feu en pierre qui donnent son cachet à l'espace, lequel porte encore le nom de place du Marché. Un buste du Roi-Soleil, Louis XIV, y est érigé en 1686 par l'intendant Champigny. La place prend alors son nom de place Royale.
La place est alors un centre de commerce d'importance en Nouvelle-France. C'est de ses bâtiments que partent les produits à destination de l'Europe, et c'est dans ses rues que sont débarqués les produits importés du vieux continent.
En 1759, l'armée anglaise du général James Wolfe détruit une grande partie de la ville, laissant la place Royale en ruine. Les Anglais, désormais maîtres des lieux, remettent en état la place et développent son activité : commerçants, armateurs, marchands et architectes s'installent dans les plus beaux bâtiments.
Au XIXe siècle, avec la révolution industrielle qui privilégie le métal au bois et l'essor du port de Montréal, la place Royale perd son rôle de plaque tournante du commerce. Le quartier sombre progressivement dans l'isolement et la ruine jusqu'en 1967, date à laquelle le gouvernement du Québec décide de réhabiliter le quartier. Le nom de Place-Royale est alors donné au secteur qui entoure la place Royale.
Les opérations de restauration, de reconstruction et de déconstruction (démolition de structures ajoutées du XIXe siècle et du XXe siècle en vue de privilégier les strates architecturales du XVIIe et du XVIIIe) amènent la chercheuse Isabelle Faure à affirmer : « Un dessein idéologique et politique a soutenu le projet de Place-Royale. Ce dernier visait la création dans le Vieux-Québec d'un patrimoine canadien-français auquel les Québécois pussent s'identifier. » Ce à quoi l'historien Denis Vaugeois répond que « la démarche était plutôt touristique et patrimoniale au meilleur sens du terme. C'est notre patrimoine. Il faut en prendre soin. Quand on restaure la petite église de la place Royale, ce n'est pas pour fouetter la conscience religieuse des fidèles. »

## Bâtiments remarquables et lieux de mémoire
Située dans l'arrondissement historique du Vieux-Québec, qui a été classé patrimoine mondial en 1985 par l'Unesco, la Place-Royale, dont la SODEC est propriétaire de 26 immeubles, est délimitée par la rue Saint-Pierre, la côte de la Montagne et la rue du Petit-Champlain. Elle comporte plusieurs édifices historiques, touristiques et culturels, parmi lesquels :
- l’église Notre-Dame-des-Victoires,
- une partie des fondations de la 2e habitation de Champlain (1613)[6];
- le Centre d'interprétation de Place-Royale, consacré à l'histoire du quartier;
- la maison Fornel, demeure classée du XVIIIe siècle reconstruite en 1962, qui abrite l'association Québec-France, ancien comptoir de Jean-Louis Fornel, qui explora la côte du Labrador en 1737;
- le buste de bronze du roi Louis XIV, donné en 1928 par le gouvernement de France (copie d'un original en marbre crée par le Bernin, situé à Versailles), prenant la place d'un autre buste érigé en 1686 mais éliminé au début du 18e siècle;
- la Maison Chevalier, maison historique classée de Québec accessible au public;
- les voûtes du restaurant Cavour.

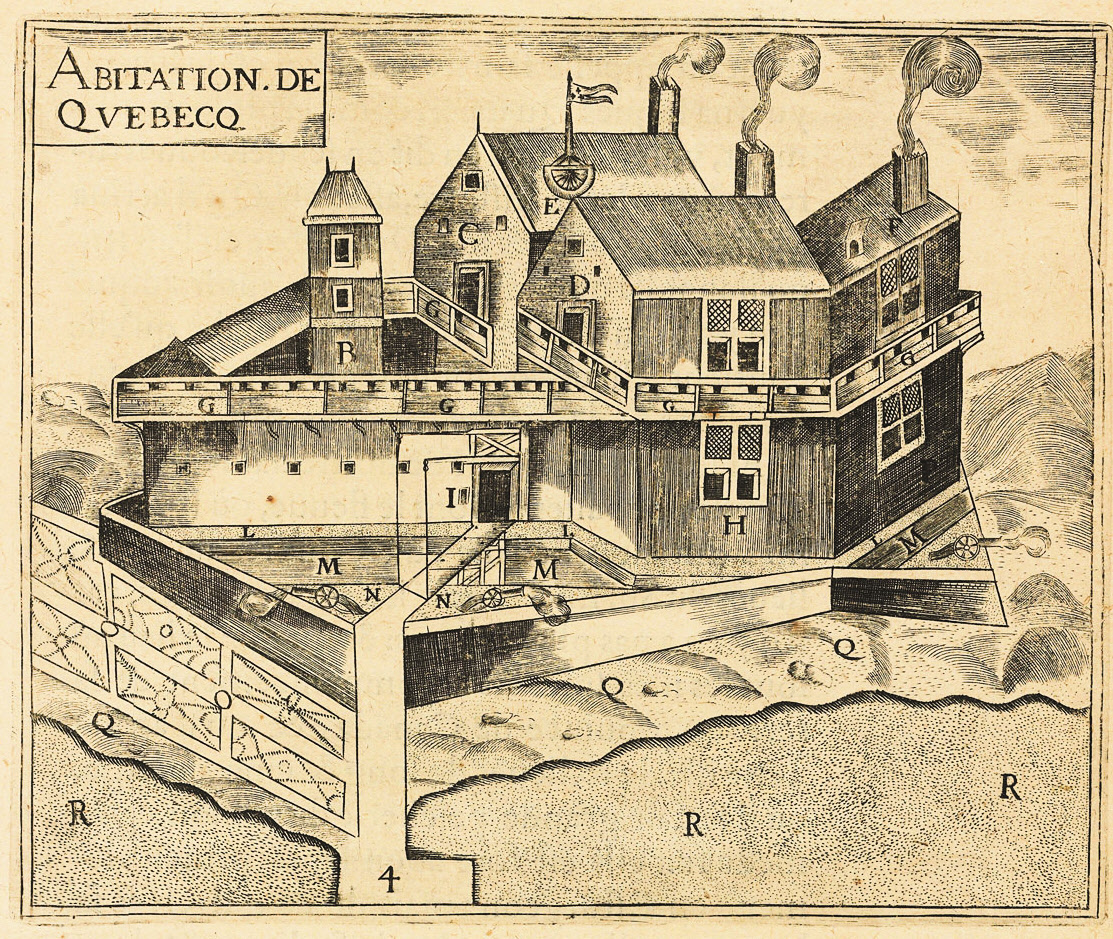
Habitation de Québec, en 1608, par Samuel de Champlain.
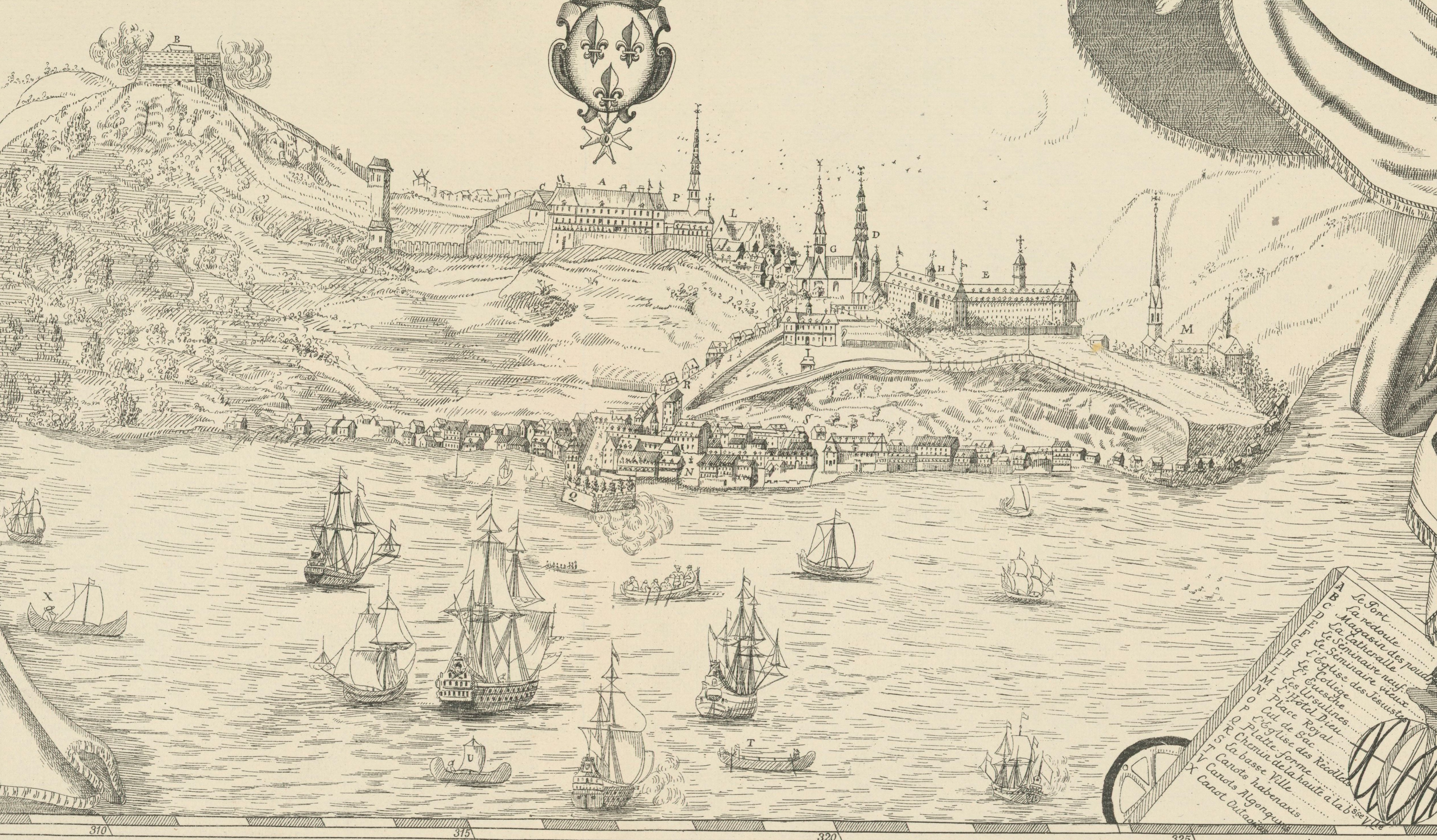
Québec en 1699 avec localisation de la Place Royale (lettre N).
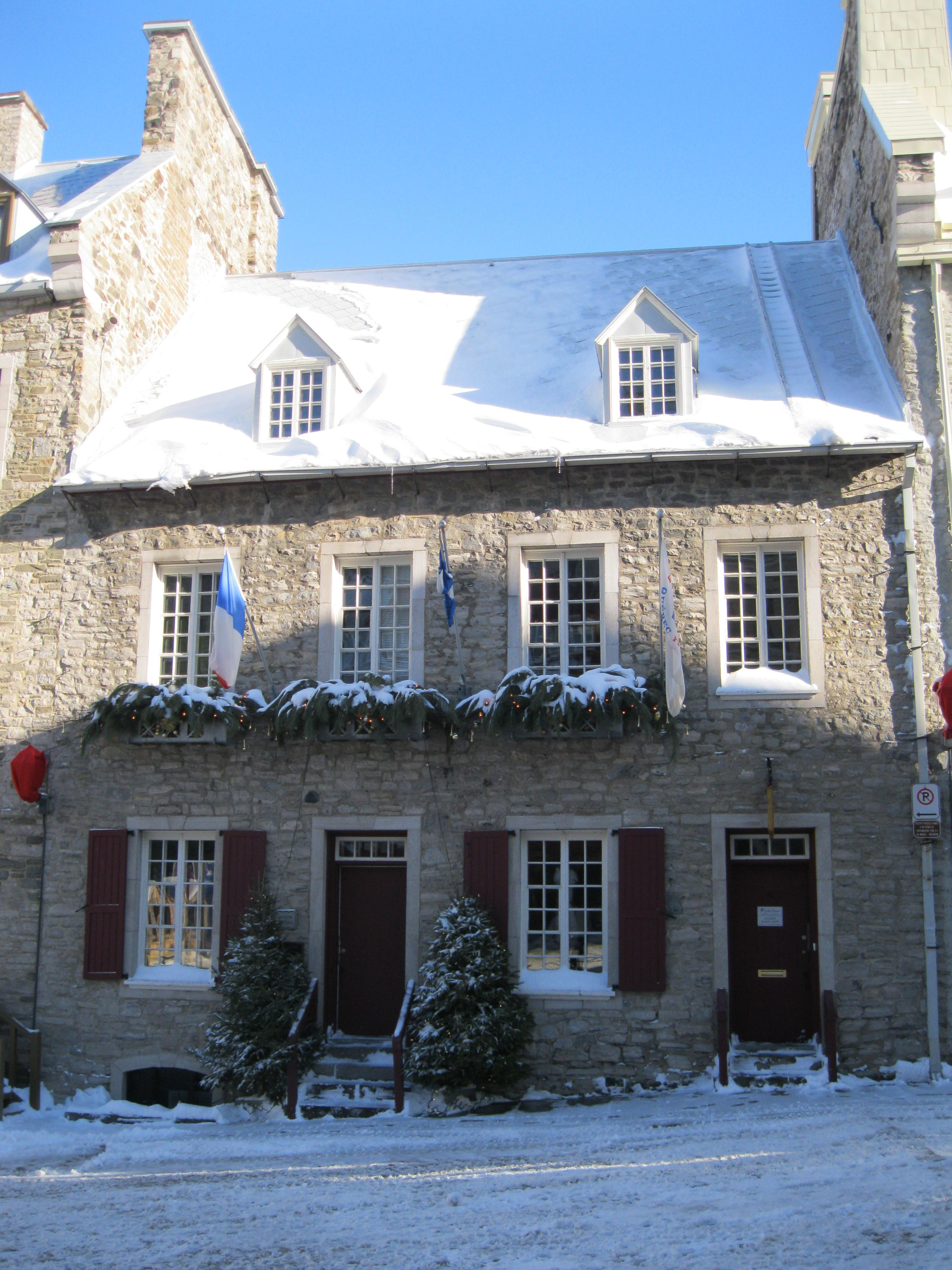
La maison Louis-Fornel.
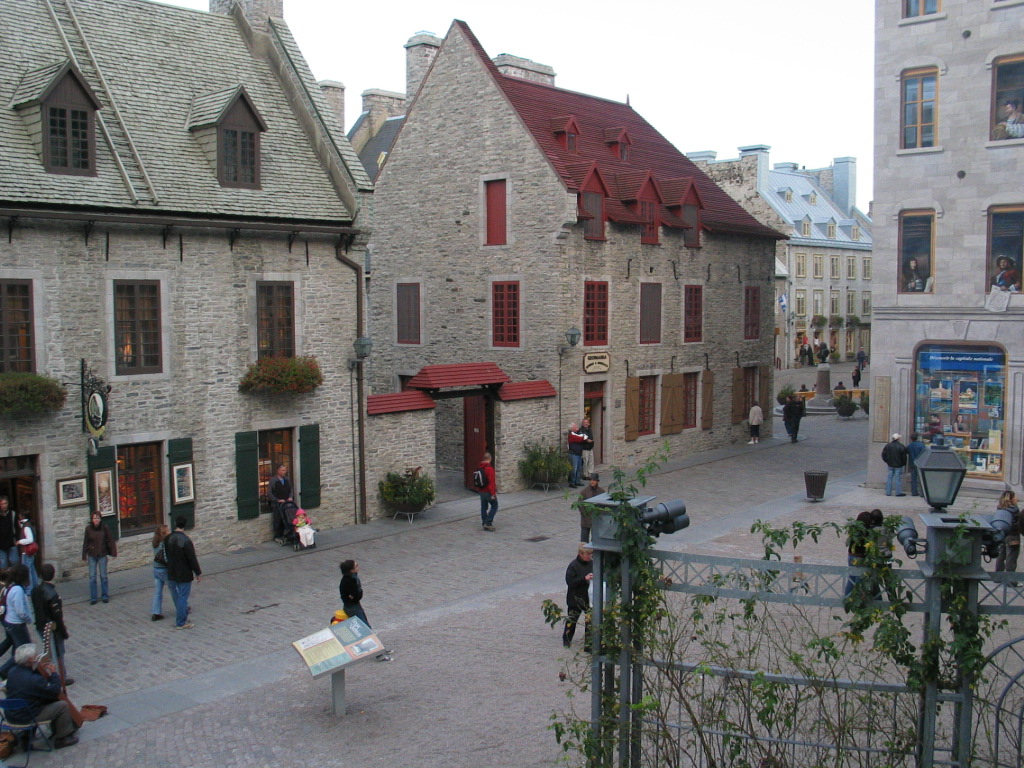
La Place Royale.
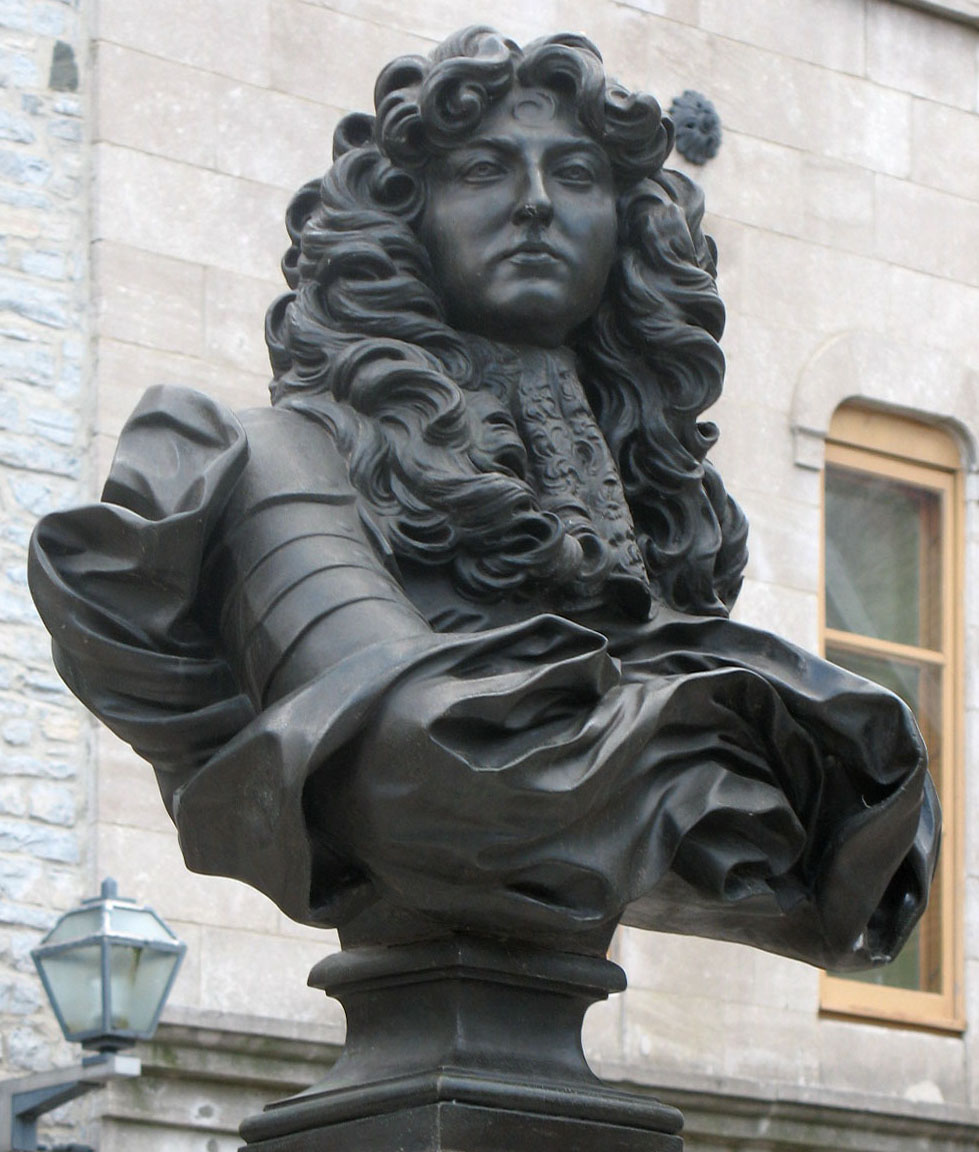
Le buste de Louis XIV.
Plan actuel de Québec avec localisation de la Place Royale.
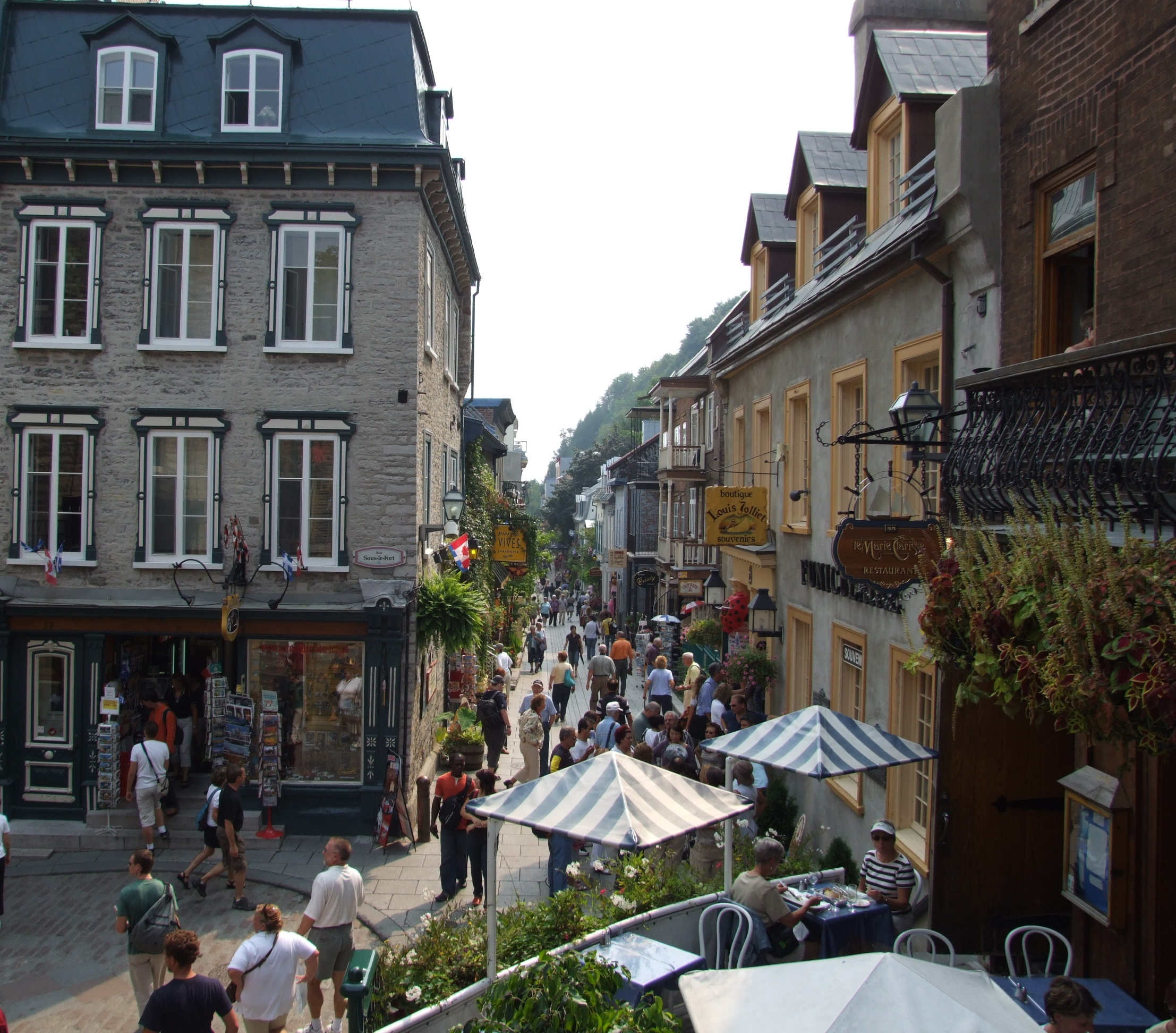
La rue du Petit-Champlain.
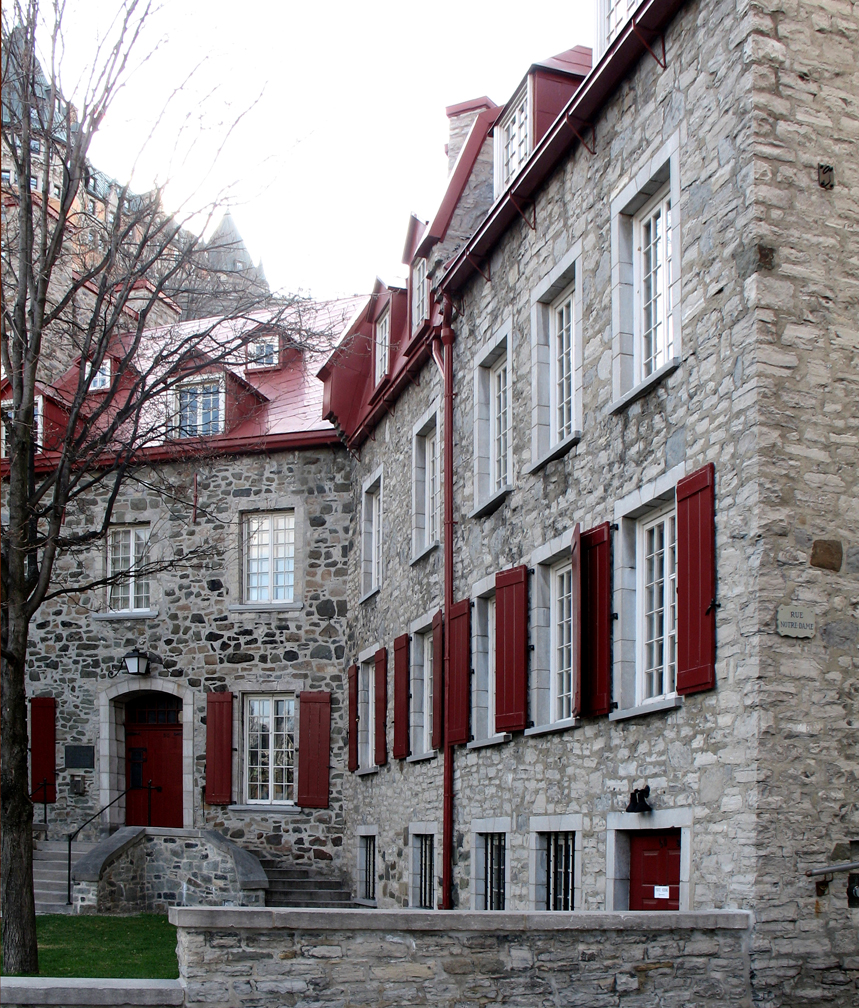
La maison historique Chevalier.
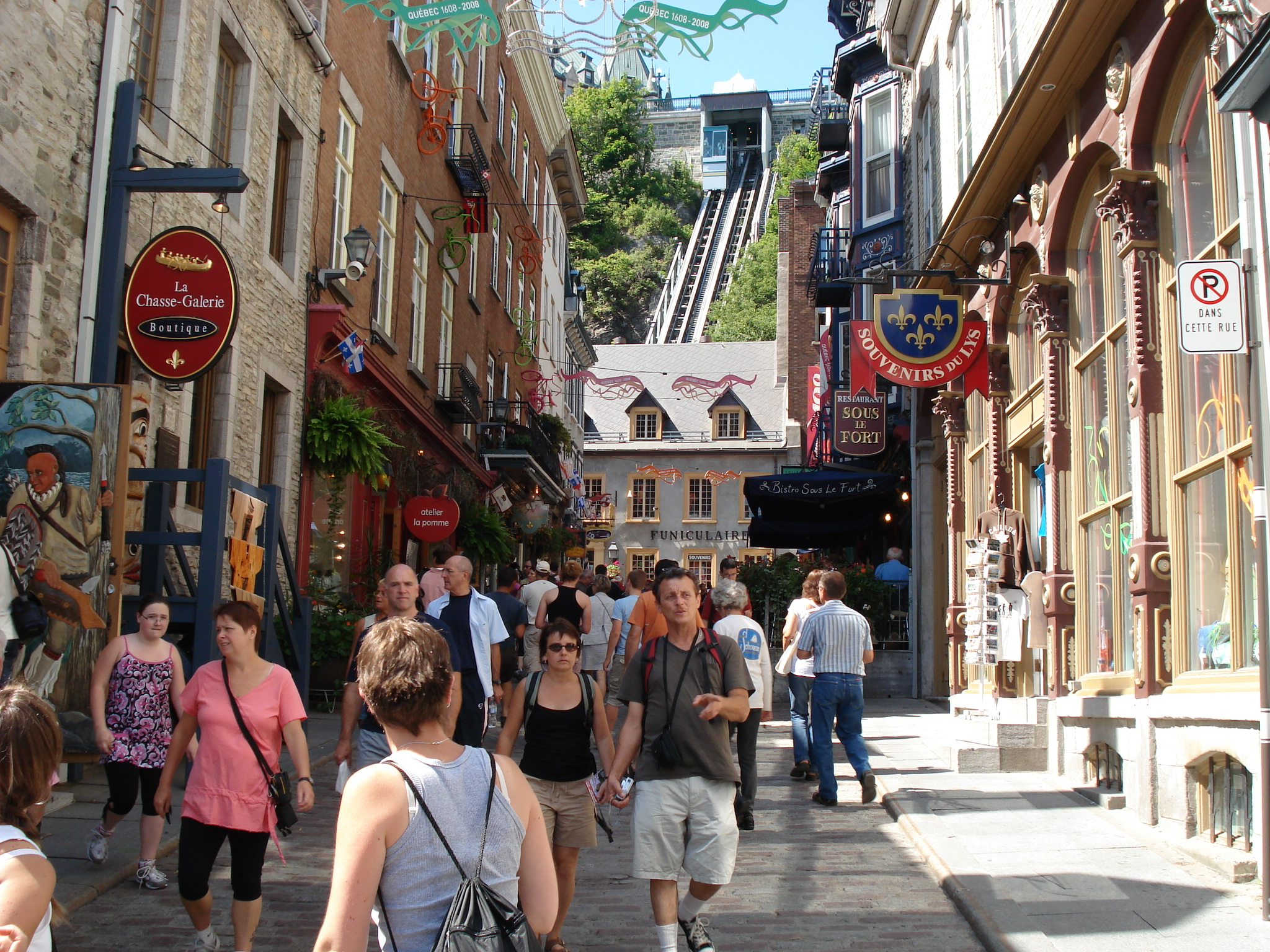
La rue Sous-le-Fort.